# Butler County (Ohio)
Butler County ist ein County im Bundesstaat Ohio der Vereinigten Staaten. Der Verwaltungssitz (County Seat) ist Hamilton.

## Geographie
Das County liegt im Südwesten von Ohio, grenzt im Westen an Indiana und hat eine Fläche von 1218 Quadratkilometern, wovon acht Quadratkilometer Wasserfläche sind. Es grenzt im Uhrzeigersinn an folgende Countys: Preble County, Montgomery County, Warren County, Hamilton County, Dearborn County (Indiana), Franklin County (Indiana) und Union County (Indiana). Das County ist Teil der Metropolregion Cincinnati.

## Geschichte
Butler County wurde am 24. März 1803 aus Teilen des Hamilton County gebildet. Benannt wurde es nach Richard Butler, einem General im Amerikanischen Unabhängigkeitskrieg.
Drei Orte im County haben den Status einer National Historic Landmark, das Langstroth Cottage, das William H. McGuffey House und das John B. Tytus House. 85 Bauwerke und Stätten des Countys sind im National Register of Historic Places eingetragen (Stand 6. April 2018).

## Demografische Daten

Alterspyramide des Butler County

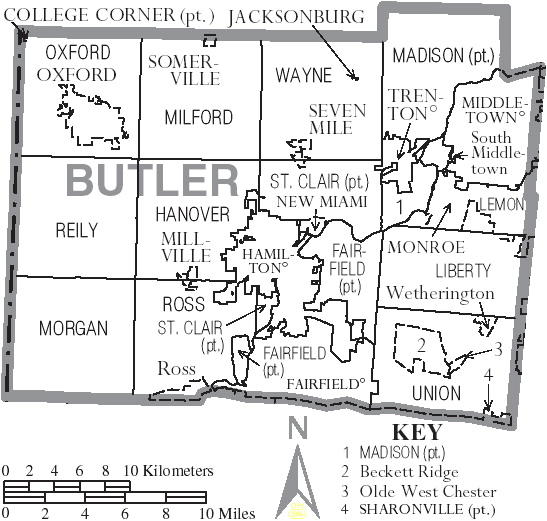
Karte des Butler County

Nach der Volkszählung im Jahr 2000 lebten im Butler County 332.807 Menschen in 123.082 Haushalten und 87.880 Familien. Die Bevölkerungsdichte betrug 275 Einwohner pro Quadratkilometer. Ethnisch betrachtet setzte sich die Bevölkerung zusammen aus 91,20 Prozent Weißen, 5,27 Prozent Afroamerikanern, 0,21 Prozent Indianern, 1,55 Prozent Asiatischen Amerikanern, 0,03 Prozent Pazifischen Insulanern und 0,62 Prozent aus anderen ethnischen Gruppen; 1,13 Prozent stammten von zwei oder mehr Ethnien ab. 1,43 Prozent der Bevölkerung waren Hispanics oder Latinos.
Von den 123.082 Haushalten hatten 35,5 Prozent Kinder und Jugendliche unter 18 Jahre, die bei ihnen lebten. 57,0 Prozent waren verheiratete, zusammenlebende Paare, 10,7 Prozent waren allein erziehende Mütter, 28,6 Prozent waren keine Familien, 22,7 Prozent waren Singlehaushalte und in 7,6 Prozent lebten Menschen im Alter von 65 Jahren oder darüber. Die Durchschnittshaushaltsgröße betrug 2,61 und die durchschnittliche Familiengröße lag bei 3,07 Personen.
Auf das gesamte County bezogen setzte sich die Bevölkerung zusammen aus 25,9 Prozent Einwohnern unter 18 Jahren, 11,9 Prozent zwischen 18 und 24 Jahren, 29,8 Prozent zwischen 25 und 44 Jahren, 21,7 Prozent zwischen 45 und 64 Jahren und 10,7 Prozent waren 65 Jahre alt oder darüber. Das Durchschnittsalter betrug 34 Jahre. Auf 100 weibliche Personen kamen 95,3 männliche Personen. Auf 100 Frauen im Alter von 18 Jahren oder darüber kamen statistisch 92,2 Männer.
Das jährliche Durchschnittseinkommen eines Haushalts betrug 47.885 USD, das Durchschnittseinkommen der Familien betrug 57.513 USD. Männer hatten ein Durchschnittseinkommen von 42.052 USD, Frauen 27.602 USD. Das Prokopfeinkommen betrug 22.076 USD. 5,4 Prozent der Familien und 8,7 Prozent der Bevölkerung lebten unterhalb der Armutsgrenze. Davon waren 9,1 Prozent Kinder oder Jugendliche unter 18 Jahre und 7,0 Prozent waren Menschen über 65 Jahre.

### Orte in Butler County

#### Städte
| - Fairfield - Hamilton - Middletown | - Monroe - Oxford | - Sharonville - Trenton |

#### Dörfer
| - College Corner - Jacksonburg | - Millville - New Miami | - Seven Mile - Somerville |

#### Census-designated places
| - Beckett Ridge - Olde West Chester | - Ross - South Middletown | - Wetherington |

#### Townships
| - Fairfield Township - Hanover Township - Lemon Township - Liberty Township - Madison Township | - Milford Township - Morgan Township - Oxford Township - Reily Township | - Ross Township - St. Clair Township - Wayne Township - West Chester Township |